# Chamín Correa
Benjamín Correa Pérez de León, más conocido por su nombre artístico Chamín Correa (Ciudad de México, 4 de diciembre de 1929-14 de enero de 2020), fue un músico mexicano especializado en tocar música romántica con diversos grupos y cantantes, célebre por su forma virtuosa de tocar el requinto.

## Semblanza
Nació en el seno de una familia amante de la música, arte que a temprana edad tomó como carrera, fundando en 1951 el trío musical "Los Tres Caballeros" junto con Roberto Cantoral y Leonel Gálvez. En 1956 el grupo firmó contrato de exclusividad con Discos Musart lanzando su primer álbum con “El reloj” y “La barca", entre otras melodías que de inmediato se convertirían en favoritas del público.
En 1964, su guitarra acompañó a Flor Silvestre en doce de sus éxitos: las canciones rancheras «Aquel amor», «Cariño santo», «El tren sin pasajeros», «Mi casita de paja», «Mi destino fue quererte» y «Viejo nopal»; y los boleros «Pensando en ti», «Toda una vida», «Falsa», «Amar y vivir», «Mi pensamiento» y «Ya no te quiero». Estas doce canciones fueron incluidas en el álbum "La sentimental Flor Silvestre", disco que fue un gran éxito de ventas.
Dirigió y produjo con sus arreglos a figuras como Lucía Méndez, Dulce (cantante), Enrique Guzmán, Víctor Yturbe (el Pirulí), Rocío Dúrcal, Gloria Estefan, Óscar Chávez, Julio Iglesias, Tehua y Lucho Gatica, entre otras luminarias.
En 1991, participó junto al maestro Armando Manzanero en los arreglos musicales del álbum "Romance" de Luis Miguel.
En 1998 participó con su requinto en la grabación del disco "Entrega total" del grupo norteño "Los Tiranos del Norte".
En 2003, participó como productor y arreglista del triple álbum "El Príncipe con Trío" de José José, en cuya producción se usó únicamente la voz de gran cantante de versiones originales anteriores que fueron remasterizadas con los arreglos de "Los Tres Caballeros", habiendo ejecutado Chamín en el requinto. 
Se desempeñó como arreglista y productor de cantantes como Julio Iglesias, Rocío Dúrcal, Tania Libertad, Gloria Estefan, Olga Guillot, Luis Miguel entre muchos otros. También grabó varios discos instrumentales.
Padecía enfisema pulmonar desde hacía tiempo, sin embargo, el 14 de enero de 2020 falleció a los noventa años a consecuencia de un infarto de miocardio.

## Premios y distinciones
- Medalla al Mérito Musical otorgada por la Asamblea Legislativa del Distrito Federal en 2010.[6]